# フランプトン・カムズ・アライヴ!
『フランプトン・カムズ・アライヴ!』（Frampton Comes Alive!）は、イングランドのロック・ミュージシャン、ピーター・フランプトンが1975年に録音・1976年に発表したライブ・アルバム。オリジナルLPでは2枚組だったが、CDでは1枚にまとめられた。また、2001年にはボーナス・トラック4曲を追加して曲順も変更したCD2枚組の25周年デラックス・エディション盤も発売されている。

## 背景
1975年に行われたアメリカ・ツアーのうち、6月13日のサンラフェル公演、6月14日のサンフランシスコ公演、8月24日のニューヨーク州ロングアイランド公演、11月22日のニューヨーク州立大学プラッツバーグ校での公演のライブ音源が使用された。ライブ音源のエンジニアリングは、レイ・トンプソン、クリス・キムゼイ、エディ・クレイマーの3名が担当した。また、2001年に発売されたデラックス・エディション盤で追加された未発表音源の中には、1975年3月24日にレコード・プラント・スタジオでラジオ局のプロモーションのためにスタジオ・ライブ録音された「デイズ・ドーニング」も含まれている。
1972年10月よりフランプトンと活動を共にしてきたジョン・サイオモスに加えて、1975年にフランプトンのバンドに加入したボブ・メイヨーとスタンリー・シェルドンを従えた編成の演奏である。フランプトンは1974年にトーク・ボックスを入手して、本作に収録されたライブ演奏でも多用。トーク・ボックスは彼の演奏におけるトレードマークの一つとなった。
オリジナルLPには、フランプトンが過去4作のソロ・アルバムで発表した13曲（ローリング・ストーンズのカバー「ジャンピング・ジャック・フラッシュ」を含む）と、フランプトンが在籍していたハンブル・パイのアルバム『ロック・オン』（1971年）収録曲「シャイン・オン」のライブ音源が収録された。

## 反響
フランプトンの母国イギリスでは、自身のソロ・アルバムとしては初めて全英アルバムチャートでトップ100入りを果たし、最高6位に達した。アメリカでは、フランプトンにとって初となるBillboard 200での1位獲得作品となり、合計10週にわたり1位を獲得して、1976年4月の時点でプラチナ・ディスクに認定されるほどの大ヒットを記録した。本作はその後も売り上げを伸ばし、2011年にはアメリカで8×プラチナに達している。
本作からは、「ショウ・ミー・ザ・ウェイ」（全英10位・全米6位）、「君を求めて」（全英43位・全米12位）、「ライク・ウィ・ドゥ」（全英39位・全米10位）がシングル・ヒットした。
本作発表の35周年に当たる2011年、フランプトンは1975年当時のセットリストを再現するツアーを行い、このツアーには本作でもベースを弾いていたスタンリー・シェルドンも参加した。
「ローリング・ストーン誌が選んだオールタイム・グレイテスト・ライヴ・アルバム50」において、41位にランクイン。

## 収録曲
特記なき楽曲はピーター・フランプトン作。オリジナルLPでは1. - 4.がA面、5. - 8.がB面、9. - 12.がC面、13. - 14.がD面に収録された。
1. サムシング・ハプニング - "Something's Happening" - 5:40
2. ドゥービー・ワー - "Doobie Wah" (Peter Frampton, John Headley-Down, Rick Wills) - 5:34
3. ショウ・ミー・ザ・ウェイ - "Show Me the Way" - 4:34
4. プレイン・シェイム - "It's a Plain Shame" - 4:36
5. オール・アイ・ウォント・トゥ・ビー - "All I Want to Be (Is By Your Side)" - 3:25
6. ウィンド・オブ・チェンジ - "Wind of Change" - 2:45
7. 君を求めて - "Baby, I Love Your Way" - 4:37
8. アイ・ワナ・ゴー・トゥ・ザ・サン - "I Wanna Go to the Sun" - 7:14
9. 空白の時間 - "Penny for Your Thoughts" - 1:22
10. マネー - "(I'll Give You) Money" - 5:36
11. シャイン・オン - "Shine On" - 3:34
12. ジャンピング・ジャック・フラッシュ - "Jumping Jack Flash" (Mick Jagger, Keith Richards) - 7:52
13. ラインズ・オン・マイ・フェイス - "Lines on My Face" - 7:02
14. ライク・ウィ・ドゥ - "Do You Feel Like We Do" (P. Frampton, Mick Gallagher, John Siomos, R. Wills) - 14:15

### デラックス・エディション盤

#### ディスク1
1. イントロダクション/サムシング・ハプニング - "Introduction/Something's Happening" - 5:56
2. ドゥービー・ワー - "Doobie Wah" (P. Frampton, J. Headley-Down, R. Wills) - 5:43
3. ラインズ・オン・マイ・フェイス - "Lines on My Face" - 6:59
4. ショウ・ミー・ザ・ウェイ - "Show Me the Way" - 4:32
5. ア・プレイン・シェイム - "It's a Plane Shame" - 4:04
6. ウィンド・オブ・チェンジ - "Wind of Change" - 2:57
7. ジャスト・ザ・タイム・オブ・ザ・イヤー - "Just the Time of Year" - 4:22
8. 空白の時間 - "Penny for Your Thoughts" - 1:35
9. オール・アイ・ウォント・トゥ・ビー - "All I Want to Be (Is By Your Side)" - 3:08
10. 君を求めて - "Baby, I Love Your Way" - 4:41
11. アイ・ワナ・ゴー・トゥ・ザ・サン - "I Wanna Go to the Sun" - 7:15

#### ディスク2
1. ノーホエアズ・トゥー・ファー・フォー・マイ・ベイビー - "Nowhere's Too Far for My Baby" - 4:49
2. マネー - "(I'll Give You) Money" - 5:47
3. ライク・ウィ・ドゥ - "Do You Feel Like We Do" (P. Frampton, M. Gallagher, J. Siomos, R. Wills) - 13:46
4. シャイン・オン - "Shine On" - 3:30
5. ホワイト・シュガー - "White Sugar" - 4:44
6. ジャンピング・ジャック・フラッシュ - "Jumping Jack Flash" (M. Jagger, K. Richards) - 7:39
7. デイズ・ドーニング - "Day's Dawning" - 3:35

## 参加ミュージシャン
- ピーター・フランプトン - ボーカル、ギター
- ボブ・メイヨー - ギター、ピアノ、エレクトリックピアノ、オルガン、バッキング・ボーカル
- スタンリー・シェルドン - ベース、バッキング・ボーカル
- ジョン・サイオモス - ドラムス